# Пошехонский район
Пошехонский район — административно-территориальная единица (район) и муниципальное образование (муниципальный район) на севере Ярославской области России.
Административный центр — город Пошехонье.

## География
Площадь 4385 км² (1-е место среди районов области).
Граничит на востоке с Первомайским, на юго-востоке — с Даниловским, на юге — с Тутаевским, на юго-западе — с Рыбинским районами Ярославской области, на севере — с Череповецким, Шекснинским, Вологодским и Грязовецким районами Вологодской области.
Основные реки — Согожа, Сога, Кештома и Пертомка. На западе территория района примыкает к Рыбинскому водохранилищу.

## История
Район образован 10 июня 1929 года под названием Пошехоно-Володарский в составе Рыбинского округа Ивановской Промышленной области. В него вошли 8 волостей бывшего Пошехоно-Володарского уезда. 11 марта 1936 года район вошёл в состав вновь образованной Ярославской области. 8 марта 1941 года к району причислены часть сельсоветов ликвидированного Ермаковского района. 8 апреля 1941 года 10 сельсоветов перечислены во вновь организованный Арефинский район. 15 апреля 1946 года 6 сельсоветов отошли к вновь образованному Владыченскому району. 22 ноября 1957 года Пошехоно-Володарский район объединен с Владыченским в один Пошехонский район. 12 ноября 1959 года в район вошла часть сельсоветов упразднённого Арефинского района.

## Население
| 1939    | 1959    | 1970    | 1979    | 1989    | 2002    | 2007    | 2009    | 2010    |
| ------- | ------- | ------- | ------- | ------- | ------- | ------- | ------- | ------- |
| 51 384  | ↘49 332 | ↘37 019 | ↘27 652 | ↘22 734 | ↘18 209 | ↘16 324 | ↘16 105 | ↘14 292 |
| 2011    | 2012    | 2013    | 2014    | 2015    | 2016    | 2017    | 2018    | 2019    |
| ↘14 240 | ↘14 056 | ↘13 940 | ↘13 724 | ↘13 625 | →13 625 | ↘13 430 | ↘13 227 | ↘12 984 |
| 2020    | 2021    |         |         |         |         |         |         |         |
| ↘12 655 | ↘10 684 |         |         |         |         |         |         |         |

### Урбанизация
Городское население (город Пошехонье) составляет  48,2 % от всего населения района.

### Национальный состав
По итогам переписи населения 2020 года проживали следующие национальности (национальности менее 0,1 % и другое, см. в сноске к строке «Другие»):
| Национальность | Численность, чел. | Доля     |
| -------------- | ----------------- | -------- |
| Русские        | 10 503            | 98,31 %  |
| Украинцы       | 40                | 0,37 %   |
| Цыгане         | 20                | 0,19 %   |
| Другие         | 121               | 1,13 %   |
| Итого          | 10 684            | 100,00 % |

## Административное деление
Пошехонский район как административно-территориальная единица области включает 1 город районного значения и 19 сельских округов.
Пошехонский муниципальный район в рамках организации местного самоуправления включает 5 муниципальных образований, в том числе 1 городское поселение и 4 сельских поселения.
| Административно- территориальная единица | Административный центр | Муниципальное образование       | Административный центр | Количество населённых пунктов | Население (чел.) | Площадь (км²) |                 |              |                               |              |   |       |      |
| ---------------------------------------- | ---------------------- | ------------------------------- | ---------------------- | ----------------------------- | ---------------- | ------------- | --------------- | ------------ | ----------------------------- | ------------ | - | ----- | ---- |
| Административно- территориальная единица | Административный центр | Муниципальное образование       | Административный центр | Количество населённых пунктов | Население (чел.) | Площадь (км²) | город Пошехонье | г. Пошехонье | городское поселение Пошехонье | г. Пошехонье | 1 | ↘5150 | 8,03 |
| Белосельский сельский округ              | с. Белое               | Белосельское сельское поселение | с. Белое               | 93                            | ↘1145            | 761,22        |                 |              |                               |              |   |       |      |
| Приухринский сельский округ              | с. Покров-Рогули       | Белосельское сельское поселение | с. Белое               | 93                            | ↘1145            | 761,22        |                 |              |                               |              |   |       |      |
| Свердловский сельский округ              | д. Дубасово            | Белосельское сельское поселение | с. Белое               | 93                            | ↘1145            | 761,22        |                 |              |                               |              |   |       |      |
| Холмовский сельский округ                | д. Холм                | Белосельское сельское поселение | с. Белое               | 93                            | ↘1145            | 761,22        |                 |              |                               |              |   |       |      |
| Гаютинский сельский округ                | с. Гаютино             | Ермаковское сельское поселение  | с. Ермаково            | 61                            | ↘1364            | 1914,82       |                 |              |                               |              |   |       |      |
| Ермаковский сельский округ               | с. Ермаково            | Ермаковское сельское поселение  | с. Ермаково            | 61                            | ↘1364            | 1914,82       |                 |              |                               |              |   |       |      |
| Федорковский сельский округ              | с. Федорково           | Ермаковское сельское поселение  | с. Ермаково            | 61                            | ↘1364            | 1914,82       |                 |              |                               |              |   |       |      |
| Вощиковский сельский округ               | д. Вощиково            | Кременевское сельское поселение | с. Кременово           | 42                            | ↘1175            | 255,25        |                 |              |                               |              |   |       |      |
| Погорельский сельский округ              | с. Кременево           | Кременевское сельское поселение | с. Кременово           | 42                            | ↘1175            | 255,25        |                 |              |                               |              |   |       |      |
| Кладовский сельский округ                | д. Кладово             | Пригородное сельское поселение  | г. Пошехонье           | 212                           | ↘1850            | 1445,80       |                 |              |                               |              |   |       |      |
| Князевский сельский округ                | с. Князево             | Пригородное сельское поселение  | г. Пошехонье           | 212                           | ↘1850            | 1445,80       |                 |              |                               |              |   |       |      |
| Красновский сельский округ               | с. Красное             | Пригородное сельское поселение  | г. Пошехонье           | 212                           | ↘1850            | 1445,80       |                 |              |                               |              |   |       |      |
| Ленинский сельский округ                 | д. Яковлевское         | Пригородное сельское поселение  | г. Пошехонье           | 212                           | ↘1850            | 1445,80       |                 |              |                               |              |   |       |      |
| Октябрьский сельский округ               | с. Ясная Поляна        | Пригородное сельское поселение  | г. Пошехонье           | 212                           | ↘1850            | 1445,80       |                 |              |                               |              |   |       |      |
| Владыченский сельский округ              | с. Владычное           | Пригородное сельское поселение  | г. Пошехонье           | 212                           | ↘1850            | 1445,80       |                 |              |                               |              |   |       |      |
| Юдинский сельский округ                  | д. Юдино               | Пригородное сельское поселение  | г. Пошехонье           | 212                           | ↘1850            | 1445,80       |                 |              |                               |              |   |       |      |
| Васильевский сельский округ              | д. Васильевское        | Пригородное сельское поселение  | г. Пошехонье           | 212                           | ↘1850            | 1445,80       |                 |              |                               |              |   |       |      |
| Колодинский сельский округ               | с. Колодино            | Пригородное сельское поселение  | г. Пошехонье           | 212                           | ↘1850            | 1445,80       |                 |              |                               |              |   |       |      |

История муниципального устройства
К 1 января 2005 года законом Ярославской области от 21 декабря 2004 года в муниципальном районе были созданы городское поселение Пошехонье и 6 сельских поселений: Белосельское, Ермаковское, Колодинское, Кременевское, Пригородное, Юдинское. Законом Ярославской области от 19 сентября 2005 года Юдинское сельское поселение переименовано во Владыченское.
Законом Ярославской области от 30 апреля 2009 года были упразднены Владыченское и Колодинское сельские поселения, а их территории включены в Пригородное сельское поселение.

## Населённые пункты
В Пошехонский район входят 409 населённых пунктов, в том числе 1 город и 408 сельских населённых пунктов.
| №   | Населённый пункт    | Тип     | Население | Сельский округ | Муниципальное образование       |
| --- | ------------------- | ------- | --------- | -------------- | ------------------------------- |
| 1   | Пошехонье           | город   | ↘5150     |                | городское поселение Пошехонье   |
| 2   | Авдеево             | деревня | →0        | Князевский     | Пригородное сельское поселение  |
| 3   | Аверковское         | деревня | ↘4        | Белосельский   | Белосельское сельское поселение |
| 4   | Аганино             | деревня | ↘20       | Кладовский     | Пригородное сельское поселение  |
| 5   | Аганино             | деревня | ↘2        | Ленинский      | Пригородное сельское поселение  |
| 6   | Агафонково          | деревня | ↘7        | Красновский    | Пригородное сельское поселение  |
| 7   | Алабужево           | деревня | →0        | Свердловский   | Белосельское сельское поселение |
| 8   | Александрово        | деревня | →0        | Колодинский    | Пригородное сельское поселение  |
| 9   | Александровское     | деревня | →0        | Белосельский   | Белосельское сельское поселение |
| 10  | Алексино            | деревня | →0        | Васильевский   | Пригородное сельское поселение  |
| 11  | Андреевское         | деревня | ↘38       | Ермаковский    | Ермаковское сельское поселение  |
| 12  | Андрианова Слобода  | деревня | ↗15       | Октябрьский    | Пригородное сельское поселение  |
| 13  | Андрюшино           | деревня | ↗114      | Васильевский   | Пригородное сельское поселение  |
| 14  | Аниково             | деревня | →0        | Юдинский       | Пригородное сельское поселение  |
| 15  | Антушево            | деревня | ↗20       | Белосельский   | Белосельское сельское поселение |
| 16  | Ануфриево           | деревня | ↘0        | Владыченский   | Пригородное сельское поселение  |
| 17  | Аркино              | деревня | ↘3        | Ленинский      | Пригородное сельское поселение  |
| 18  | Артюково            | деревня | →0        | Князевский     | Пригородное сельское поселение  |
| 19  | Афанасово           | деревня | ↘11       | Белосельский   | Белосельское сельское поселение |
| 20  | Бабино              | деревня | ↘21       | Ермаковский    | Ермаковское сельское поселение  |
| 21  | Бабка               | деревня | →6        | Кладовский     | Пригородное сельское поселение  |
| 22  | Бабкино             | деревня | ↘2        | Погорельский   | Кременевское сельское поселение |
| 23  | Байново             | деревня | ↘4        | Васильевский   | Пригородное сельское поселение  |
| 24  | Балахонцево         | деревня | ↘33       | Холмовский     | Белосельское сельское поселение |
| 25  | Бараново            | деревня | ↗7        | Погорельский   | Кременевское сельское поселение |
| 26  | Баркино             | деревня | ↘11       | Ермаковский    | Ермаковское сельское поселение  |
| 27  | Белое               | село    | ↗373      | Белосельский   | Белосельское сельское поселение |
| 28  | Березники           | деревня | ↘11       | Холмовский     | Белосельское сельское поселение |
| 29  | Берендяки           | деревня | ↘14       | Юдинский       | Пригородное сельское поселение  |
| 30  | Благодать           | деревня | ↘5        | Белосельский   | Белосельское сельское поселение |
| 31  | Бобарино            | деревня | ↘7        | Погорельский   | Кременевское сельское поселение |
| 32  | Большая Гарь        | деревня | ↘33       | Белосельский   | Белосельское сельское поселение |
| 33  | Большая Луха        | деревня | ↘9        | Погорельский   | Кременевское сельское поселение |
| 34  | Большая Подзеляница | деревня | →2        | Кладовский     | Пригородное сельское поселение  |
| 35  | Большие Ветхи       | деревня | ↘0        | Ленинский      | Пригородное сельское поселение  |
| 36  | Большие Городища    | деревня | ↘13       | Холмовский     | Белосельское сельское поселение |
| 37  | Большие Дикуши      | деревня | →0        | Холмовский     | Белосельское сельское поселение |
| 38  | Большие Ночевки     | деревня | ↘41       | Приухринский   | Белосельское сельское поселение |
| 39  | Большие Погары      | деревня | ↘3        | Холмовский     | Белосельское сельское поселение |
| 40  | Большие Тышные      | деревня | ↘10       | Князевский     | Пригородное сельское поселение  |
| 41  | Большие Ямы         | деревня | ↗14       | Князевский     | Пригородное сельское поселение  |
| 42  | Большое Мильково    | деревня | ↘0        | Белосельский   | Белосельское сельское поселение |
| 43  | Большой Лом         | деревня | →0        | Приухринский   | Белосельское сельское поселение |
| 44  | Борщевка            | деревня | ↘0        | Юдинский       | Пригородное сельское поселение  |
| 45  | Бошарово            | деревня | ↘3        | Князевский     | Пригородное сельское поселение  |
| 46  | Браниха             | деревня | ↘5        | Юдинский       | Пригородное сельское поселение  |
| 47  | Братское            | деревня | ↗4        | Белосельский   | Белосельское сельское поселение |
| 48  | Бродово             | деревня | ↗4        | Ермаковский    | Ермаковское сельское поселение  |
| 49  | Брусничная          | деревня | →0        | Владыченский   | Пригородное сельское поселение  |
| 50  | Васильевское        | деревня | ↗56       | Васильевский   | Пригородное сельское поселение  |
| 51  | Васильково          | деревня | ↘11       | Красновский    | Пригородное сельское поселение  |
| 52  | Ватагино            | деревня | ↘0        | Кладовский     | Пригородное сельское поселение  |
| 53  | Вахрамеево          | деревня | ↗13       | Гаютинский     | Ермаковское сельское поселение  |
| 54  | Вахтино             | деревня | ↘5        | Погорельский   | Кременевское сельское поселение |
| 55  | Верещагино          | деревня | ↘17       | Ленинский      | Пригородное сельское поселение  |
| 56  | Владычное           | село    | ↘247      | Владыченский   | Пригородное сельское поселение  |
| 57  | Водогино            | деревня | ↘2        | Юдинский       | Пригородное сельское поселение  |
| 58  | Волоково            | деревня | ↗5        | Юдинский       | Пригородное сельское поселение  |
| 59  | Воронцово           | деревня | ↘7        | Васильевский   | Пригородное сельское поселение  |
| 60  | Воскресенское       | село    | ↗10       | Васильевский   | Пригородное сельское поселение  |
| 61  | Вощиково            | деревня | ↗446      | Вощиковский    | Кременевское сельское поселение |
| 62  | Выползово           | деревня | ↘9        | Ленинский      | Пригородное сельское поселение  |
| 63  | Выпуки              | деревня | ↘0        | Юдинский       | Пригородное сельское поселение  |
| 64  | Высоково            | деревня | ↘0        | Князевский     | Пригородное сельское поселение  |
| 65  | Высоково            | деревня | ↗23       | Васильевский   | Пригородное сельское поселение  |
| 66  | Гаврилково          | деревня | ↘27       | Гаютинский     | Ермаковское сельское поселение  |
| 67  | Гарь-Игнатова       | деревня | →0        | Приухринский   | Белосельское сельское поселение |
| 68  | Гарь-Сога           | деревня | →1        | Белосельский   | Белосельское сельское поселение |
| 69  | Гаютино             | село    | ↘148      | Гаютинский     | Ермаковское сельское поселение  |
| 70  | Гвоздево            | деревня | →0        | Красновский    | Пригородное сельское поселение  |
| 71  | Глинник             | деревня | →9        | Красновский    | Пригородное сельское поселение  |
| 72  | Глухарево           | деревня | →8        | Федорковский   | Ермаковское сельское поселение  |
| 73  | Голенино            | деревня | ↘7        | Колодинский    | Пригородное сельское поселение  |
| 74  | Голодяйка           | деревня | ↘32       | Гаютинский     | Ермаковское сельское поселение  |
| 75  | Голодяйка           | деревня | ↘1        | Юдинский       | Пригородное сельское поселение  |
| 76  | Голубково           | деревня | ↘19       | Белосельский   | Белосельское сельское поселение |
| 77  | Гора                | деревня | ↗11       | Владыченский   | Пригородное сельское поселение  |
| 78  | Горка               | деревня | ↗14       | Ленинский      | Пригородное сельское поселение  |
| 79  | Горка               | деревня | ↘8        | Колодинский    | Пригородное сельское поселение  |
| 80  | Горка Ратаевская    | деревня | ↘16       | Кладовский     | Пригородное сельское поселение  |
| 81  | Горохово            | деревня | ↘0        | Васильевский   | Пригородное сельское поселение  |
| 82  | Григорово           | деревня | ↘42       | Ермаковский    | Ермаковское сельское поселение  |
| 83  | Григорово           | деревня | ↘21       | Погорельский   | Кременевское сельское поселение |
| 84  | Гридино             | деревня | →0        | Белосельский   | Белосельское сельское поселение |
| 85  | Гузнево             | деревня | ↘47       | Холмовский     | Белосельское сельское поселение |
| 86  | Давыдково           | деревня | ↘7        | Красновский    | Пригородное сельское поселение  |
| 87  | Давыдково           | деревня | →0        | Ленинский      | Пригородное сельское поселение  |
| 88  | Данилково           | деревня | ↘55       | Гаютинский     | Ермаковское сельское поселение  |
| 89  | Деково              | деревня | ↘6        | Красновский    | Пригородное сельское поселение  |
| 90  | Демихово            | деревня | ↘18       | Погорельский   | Кременевское сельское поселение |
| 91  | Демкино             | деревня | ↘0        | Холмовский     | Белосельское сельское поселение |
| 92  | Дерменино           | деревня | →0        | Васильевский   | Пригородное сельское поселение  |
| 93  | Дмитриево           | деревня | →4        | Васильевский   | Пригородное сельское поселение  |
| 94  | Дмитриевское        | село    | ↘55       | Октябрьский    | Пригородное сельское поселение  |
| 95  | Долматово           | деревня | ↘0        | Васильевский   | Пригородное сельское поселение  |
| 96  | Дор-Волков          | деревня | ↘3        | Красновский    | Пригородное сельское поселение  |
| 97  | Дорок               | деревня | →0        | Свердловский   | Белосельское сельское поселение |
| 98  | Дорок               | деревня | →14       | Юдинский       | Пригородное сельское поселение  |
| 99  | Дор-Патра           | деревня | →0        | Кладовский     | Пригородное сельское поселение  |
| 100 | Дор-Согожа          | деревня | →2        | Кладовский     | Пригородное сельское поселение  |
| 101 | Дряхлово            | деревня | →0        | Кладовский     | Пригородное сельское поселение  |
| 102 | Дубасово            | деревня | ↘157      | Свердловский   | Белосельское сельское поселение |
| 103 | Дулово              | деревня | ↘4        | Свердловский   | Белосельское сельское поселение |
| 104 | Дуравка             | деревня | ↘0        | Белосельский   | Белосельское сельское поселение |
| 105 | Дыбино              | деревня | ↘4        | Федорковский   | Ермаковское сельское поселение  |
| 106 | Дятлы               | деревня | →0        | Васильевский   | Пригородное сельское поселение  |
| 107 | Евсевьево           | деревня | →2        | Вощиковский    | Кременевское сельское поселение |
| 108 | Ежово               | деревня | ↘0        | Красновский    | Пригородное сельское поселение  |
| 109 | Екимовские          | деревня | →0        | Красновский    | Пригородное сельское поселение  |
| 110 | Елехово             | деревня | ↘24       | Гаютинский     | Ермаковское сельское поселение  |
| 111 | Ерёмино             | деревня | ↘13       | Свердловский   | Белосельское сельское поселение |
| 112 | Ерилово             | деревня | ↘32       | Октябрьский    | Пригородное сельское поселение  |
| 113 | Ермаково            | село    | ↘108      | Ермаковский    | Ермаковское сельское поселение  |
| 114 | Есипово             | деревня | ↘9        | Белосельский   | Белосельское сельское поселение |
| 115 | Ескино              | деревня | ↘42       | Ермаковский    | Ермаковское сельское поселение  |
| 116 | Естефеево           | деревня | ↘6        | Холмовский     | Белосельское сельское поселение |
| 117 | Желонка             | деревня | ↘7        | Владыченский   | Пригородное сельское поселение  |
| 118 | Желудково           | деревня | ↘7        | Князевский     | Пригородное сельское поселение  |
| 119 | Завидово            | деревня | →0        | Приухринский   | Белосельское сельское поселение |
| 120 | Заднево             | деревня | ↗15       | Холмовский     | Белосельское сельское поселение |
| 121 | Займа               | деревня | ↘0        | Юдинский       | Пригородное сельское поселение  |
| 122 | Займа               | деревня | ↗18       | Юдинский       | Пригородное сельское поселение  |
| 123 | Займа-Новая         | деревня | →0        | Красновский    | Пригородное сельское поселение  |
| 124 | Займа-Соболева      | деревня | →0        | Красновский    | Пригородное сельское поселение  |
| 125 | Займище             | деревня | ↘4        | Белосельский   | Белосельское сельское поселение |
| 126 | Зинкино             | деревня | ↘45       | Гаютинский     | Ермаковское сельское поселение  |
| 127 | Зиновка             | деревня | ↘5        | Владыченский   | Пригородное сельское поселение  |
| 128 | Зубарево            | деревня | ↘23       | Федорковский   | Ермаковское сельское поселение  |
| 129 | Зубарево            | посёлок | ↘179      | Федорковский   | Ермаковское сельское поселение  |
| 130 | Зубариха            | деревня | ↘2        | Колодинский    | Пригородное сельское поселение  |
| 131 | Ивановское          | деревня | ↗39       | Колодинский    | Пригородное сельское поселение  |
| 132 | Ивановское          | деревня | ↘2        | Свердловский   | Белосельское сельское поселение |
| 133 | Иванцево            | деревня | ↘0        | Белосельский   | Белосельское сельское поселение |
| 134 | Ивашево             | деревня | ↘58       | Гаютинский     | Ермаковское сельское поселение  |
| 135 | Измайлово-1         | деревня | ↘18       | Ермаковский    | Ермаковское сельское поселение  |
| 136 | Измайлово-2         | деревня | ↘103      | Ермаковский    | Ермаковское сельское поселение  |
| 137 | Ильинское           | село    | ↘4        | Белосельский   | Белосельское сельское поселение |
| 138 | Ильинское           | деревня | →13       | Вощиковский    | Кременевское сельское поселение |
| 139 | Ильинское           | деревня | ↘0        | Ленинский      | Пригородное сельское поселение  |
| 140 | Исаково             | деревня | →0        | Свердловский   | Белосельское сельское поселение |
| 141 | Калининский         | посёлок | ↘5        | Юдинский       | Пригородное сельское поселение  |
| 142 | Каменка             | деревня | ↗9        | Федорковский   | Ермаковское сельское поселение  |
| 143 | Каменка-1           | деревня | ↘26       | Ермаковский    | Ермаковское сельское поселение  |
| 144 | Каменка-2           | деревня | →6        | Ермаковский    | Ермаковское сельское поселение  |
| 145 | Камчатка            | деревня | ↘0        | Ермаковский    | Ермаковское сельское поселение  |
| 146 | Кардинское          | деревня | ↘49       | Вощиковский    | Кременевское сельское поселение |
| 147 | Келарево            | деревня | ↘15       | Колодинский    | Пригородное сельское поселение  |
| 148 | Кладово             | деревня | ↘0        | Вощиковский    | Кременевское сельское поселение |
| 149 | Кладово             | деревня | ↘107      | Кладовский     | Пригородное сельское поселение  |
| 150 | Климовское          | деревня | ↗120      | Ермаковский    | Ермаковское сельское поселение  |
| 151 | Климовское          | деревня | ↘0        | Колодинский    | Пригородное сельское поселение  |
| 152 | Клин                | деревня | ↘5        | Юдинский       | Пригородное сельское поселение  |
| 153 | Княгинино           | деревня | ↘0        | Красновский    | Пригородное сельское поселение  |
| 154 | Княжево             | деревня | ↗9        | Васильевский   | Пригородное сельское поселение  |
| 155 | Князево             | село    | ↘127      | Князевский     | Пригородное сельское поселение  |
| 156 | Коворкино           | деревня | ↘9        | Гаютинский     | Ермаковское сельское поселение  |
| 157 | Козицыно            | деревня | ↘3        | Вощиковский    | Кременевское сельское поселение |
| 158 | Козлово             | деревня | →0        | Свердловский   | Белосельское сельское поселение |
| 159 | Козлово             | деревня | ↗6        | Холмовский     | Белосельское сельское поселение |
| 160 | Колобово            | деревня | ↘33       | Федорковский   | Ермаковское сельское поселение  |
| 161 | Колодино            | село    | ↗257      | Колодинский    | Пригородное сельское поселение  |
| 162 | Колодкино           | деревня | →0        | Гаютинский     | Ермаковское сельское поселение  |
| 163 | Колотово            | деревня | →0        | Кладовский     | Пригородное сельское поселение  |
| 164 | Колыберево          | деревня | ↘0        | Красновский    | Пригородное сельское поселение  |
| 165 | Копнинское          | деревня | ↗73       | Ермаковский    | Ермаковское сельское поселение  |
| 166 | Кордон-Гремиловка   | деревня | →0        | Васильевский   | Пригородное сельское поселение  |
| 167 | Корино              | деревня | ↘8        | Гаютинский     | Ермаковское сельское поселение  |
| 168 | Корнилово           | деревня | ↘12       | Васильевский   | Пригородное сельское поселение  |
| 169 | Коробово            | деревня | →0        | Колодинский    | Пригородное сельское поселение  |
| 170 | Коровино            | деревня | ↗6        | Белосельский   | Белосельское сельское поселение |
| 171 | Коротыгино          | деревня | →0        | Владыченский   | Пригородное сельское поселение  |
| 172 | Корса               | деревня | ↘3        | Князевский     | Пригородное сельское поселение  |
| 173 | Косьминское         | деревня | ↘5        | Колодинский    | Пригородное сельское поселение  |
| 174 | Котово              | деревня | ↘2        | Холмовский     | Белосельское сельское поселение |
| 175 | Кошелево            | деревня | ↘0        | Погорельский   | Кременевское сельское поселение |
| 176 | Крапивна            | деревня | ↘25       | Юдинский       | Пригородное сельское поселение  |
| 177 | Красково            | деревня | ↘3        | Владыченский   | Пригородное сельское поселение  |
| 178 | Красная Гора        | деревня | ↘12       | Кладовский     | Пригородное сельское поселение  |
| 179 | Красное             | село    | ↘64       | Красновский    | Пригородное сельское поселение  |
| 180 | Красное             | село    | →0        | Васильевский   | Пригородное сельское поселение  |
| 181 | Красный Яр          | посёлок | ↘24       | Васильевский   | Пригородное сельское поселение  |
| 182 | Кременево           | село    | ↗401      | Погорельский   | Кременевское сельское поселение |
| 183 | Крестцы             | деревня | ↘75       | Погорельский   | Кременевское сельское поселение |
| 184 | Кривое              | деревня | ↗44       | Юдинский       | Пригородное сельское поселение  |
| 185 | Криково             | деревня | ↗10       | Погорельский   | Кременевское сельское поселение |
| 186 | Крутец              | деревня | ↘10       | Приухринский   | Белосельское сельское поселение |
| 187 | Крутец              | деревня | →0        | Холмовский     | Белосельское сельское поселение |
| 188 | Крутово             | деревня | →0        | Владыченский   | Пригородное сельское поселение  |
| 189 | Кувырдайково        | деревня | ↘4        | Гаютинский     | Ермаковское сельское поселение  |
| 190 | Курбатово           | деревня | ↘62       | Красновский    | Пригородное сельское поселение  |
| 191 | Курово              | деревня | ↘6        | Васильевский   | Пригородное сельское поселение  |
| 192 | Курочкино           | деревня | ↘0        | Погорельский   | Кременевское сельское поселение |
| 193 | Кученевка           | посёлок | →0        | Белосельский   | Белосельское сельское поселение |
| 194 | Кученево            | деревня | ↘3        | Октябрьский    | Пригородное сельское поселение  |
| 195 | Кучино              | хутор   | →0        | Ленинский      | Пригородное сельское поселение  |
| 196 | Лаврово             | деревня | →0        | Белосельский   | Белосельское сельское поселение |
| 197 | Ламанцево           | деревня | ↘5        | Владыченский   | Пригородное сельское поселение  |
| 198 | Лапушка             | деревня | ↘4        | Погорельский   | Кременевское сельское поселение |
| 199 | Ларионово           | деревня | ↘25       | Владыченский   | Пригородное сельское поселение  |
| 200 | Ленино              | деревня | ↘0        | Гаютинский     | Ермаковское сельское поселение  |
| 201 | Лесное Петраково    | деревня | →0        | Васильевский   | Пригородное сельское поселение  |
| 202 | Липино              | деревня | →0        | Белосельский   | Белосельское сельское поселение |
| 203 | Липовка             | деревня | →0        | Владыченский   | Пригородное сельское поселение  |
| 204 | Липовки             | деревня | ↘1        | Холмовский     | Белосельское сельское поселение |
| 205 | Луковник            | деревня | →0        | Красновский    | Пригородное сельское поселение  |
| 206 | Лучкино             | деревня | ↘4        | Васильевский   | Пригородное сельское поселение  |
| 207 | Лысково             | деревня | ↘3        | Федорковский   | Ермаковское сельское поселение  |
| 208 | Лыткино             | деревня | ↘23       | Ермаковский    | Ермаковское сельское поселение  |
| 209 | Ляча                | деревня | ↘9        | Вощиковский    | Кременевское сельское поселение |
| 210 | Маклаково           | деревня | →0        | Кладовский     | Пригородное сельское поселение  |
| 211 | Малафеево           | деревня | ↘153      | Гаютинский     | Ермаковское сельское поселение  |
| 212 | Малая Луха          | деревня | ↘94       | Погорельский   | Кременевское сельское поселение |
| 213 | Малеево             | деревня | →0        | Красновский    | Пригородное сельское поселение  |
| 214 | Малинники           | деревня | →3        | Свердловский   | Белосельское сельское поселение |
| 215 | Малиновка           | деревня | ↘6        | Владыченский   | Пригородное сельское поселение  |
| 216 | Малое Мильково      | деревня | →0        | Белосельский   | Белосельское сельское поселение |
| 217 | Малые Ветхи         | деревня | ↘0        | Ленинский      | Пригородное сельское поселение  |
| 218 | Малые Городища      | деревня | ↘0        | Холмовский     | Белосельское сельское поселение |
| 219 | Малые Дикуши        | деревня | →0        | Холмовский     | Белосельское сельское поселение |
| 220 | Малые Ночевки       | деревня | ↗116      | Приухринский   | Белосельское сельское поселение |
| 221 | Малые Тышные        | деревня | ↘3        | Князевский     | Пригородное сельское поселение  |
| 222 | Малые Ямы           | деревня | ↘7        | Князевский     | Пригородное сельское поселение  |
| 223 | Мальгино            | деревня | ↘2        | Погорельский   | Кременевское сельское поселение |
| 224 | Мартьяново          | деревня | ↘21       | Гаютинский     | Ермаковское сельское поселение  |
| 225 | Маслово             | деревня | ↗3        | Ленинский      | Пригородное сельское поселение  |
| 226 | Маслово             | деревня | →0        | Владыченский   | Пригородное сельское поселение  |
| 227 | Маслово             | деревня | ↘0        | Колодинский    | Пригородное сельское поселение  |
| 228 | Матюшкино           | деревня | ↘2        | Красновский    | Пригородное сельское поселение  |
| 229 | Медведка            | деревня | ↘1        | Владыченский   | Пригородное сельское поселение  |
| 230 | Меледино            | деревня | ↗7        | Приухринский   | Белосельское сельское поселение |
| 231 | Меньково            | деревня | ↘13       | Васильевский   | Пригородное сельское поселение  |
| 232 | Мир                 | деревня | ↘20       | Белосельский   | Белосельское сельское поселение |
| 233 | Михалково           | деревня | →3        | Красновский    | Пригородное сельское поселение  |
| 234 | Михеево             | деревня | ↗14       | Колодинский    | Пригородное сельское поселение  |
| 235 | Мстишино            | деревня | ↘15       | Красновский    | Пригородное сельское поселение  |
| 236 | Мужиково            | деревня | ↘21       | Князевский     | Пригородное сельское поселение  |
| 237 | Нагинское           | деревня | →5        | Погорельский   | Кременевское сельское поселение |
| 238 | Надокса             | деревня | ↗14       | Гаютинский     | Ермаковское сельское поселение  |
| 239 | Назарково           | деревня | ↘10       | Юдинский       | Пригородное сельское поселение  |
| 240 | Назарово            | деревня | →0        | Приухринский   | Белосельское сельское поселение |
| 241 | Негановское         | деревня | ↘20       | Белосельский   | Белосельское сельское поселение |
| 242 | Непейно             | деревня | ↗4        | Васильевский   | Пригородное сельское поселение  |
| 243 | Нефедьево           | деревня | ↘5        | Кладовский     | Пригородное сельское поселение  |
| 244 | Никитино            | деревня | →0        | Колодинский    | Пригородное сельское поселение  |
| 245 | Никиткино           | деревня | →7        | Белосельский   | Белосельское сельское поселение |
| 246 | Николо-Лисино       | деревня | ↘0        | Юдинский       | Пригородное сельское поселение  |
| 247 | Николо-Раменье      | село    | →0        | Белосельский   | Белосельское сельское поселение |
| 248 | Никольское          | деревня | →0        | Ермаковский    | Ермаковское сельское поселение  |
| 249 | Никольское          | деревня | ↘34       | Ленинский      | Пригородное сельское поселение  |
| 250 | Никулино            | деревня | ↘34       | Погорельский   | Кременевское сельское поселение |
| 251 | Новая Стройка       | деревня | ↗6        | Белосельский   | Белосельское сельское поселение |
| 252 | Новинки             | деревня | →0        | Князевский     | Пригородное сельское поселение  |
| 253 | Новленское          | деревня | ↘4        | Ленинский      | Пригородное сельское поселение  |
| 254 | Новосветка          | деревня | →0        | Ермаковский    | Ермаковское сельское поселение  |
| 255 | Новоселка           | деревня | ↘8        | Красновский    | Пригородное сельское поселение  |
| 256 | Носово              | деревня | ↗4        | Васильевский   | Пригородное сельское поселение  |
| 257 | Ночкино             | деревня | →3        | Колодинский    | Пригородное сельское поселение  |
| 258 | Обновленское        | деревня | ↗76       | Погорельский   | Кременевское сельское поселение |
| 259 | Оборино             | деревня | →0        | Ленинский      | Пригородное сельское поселение  |
| 260 | Овинчищево          | деревня | ↘1        | Юдинский       | Пригородное сельское поселение  |
| 261 | Овсянниково         | деревня | →0        | Колодинский    | Пригородное сельское поселение  |
| 262 | Овчинкино           | деревня | →0        | Белосельский   | Белосельское сельское поселение |
| 263 | Ожигино             | деревня | →0        | Ленинский      | Пригородное сельское поселение  |
| 264 | Окатово             | деревня | ↗14       | Юдинский       | Пригородное сельское поселение  |
| 265 | Оконцево            | деревня | →0        | Белосельский   | Белосельское сельское поселение |
| 266 | Окулово             | деревня | →2        | Вощиковский    | Кременевское сельское поселение |
| 267 | Олюгино             | деревня | ↘27       | Кладовский     | Пригородное сельское поселение  |
| 268 | Опрячково           | деревня | →2        | Юдинский       | Пригородное сельское поселение  |
| 269 | Орда                | деревня | →20       | Ермаковский    | Ермаковское сельское поселение  |
| 270 | Паново              | деревня | ↘0        | Князевский     | Пригородное сельское поселение  |
| 271 | Паново              | деревня | ↘7        | Юдинский       | Пригородное сельское поселение  |
| 272 | Панфилка            | деревня | →1        | Белосельский   | Белосельское сельское поселение |
| 273 | Панфилово           | деревня | ↘29       | Погорельский   | Кременевское сельское поселение |
| 274 | Патрехово           | деревня | ↘0        | Юдинский       | Пригородное сельское поселение  |
| 275 | Патрино             | деревня | ↘13       | Гаютинский     | Ермаковское сельское поселение  |
| 276 | Пачеболка           | деревня | ↗16       | Погорельский   | Кременевское сельское поселение |
| 277 | Пегаскино           | деревня | ↘61       | Октябрьский    | Пригородное сельское поселение  |
| 278 | Пенье               | деревня | ↘58       | Федорковский   | Ермаковское сельское поселение  |
| 279 | Пеньково            | деревня | ↘19       | Князевский     | Пригородное сельское поселение  |
| 280 | Петелино            | деревня | ↘7        | Красновский    | Пригородное сельское поселение  |
| 281 | Петраково           | деревня | ↗60       | Колодинский    | Пригородное сельское поселение  |
| 282 | Петрино             | деревня | ↘58       | Ленинский      | Пригородное сельское поселение  |
| 283 | Петровское          | деревня | ↘0        | Красновский    | Пригородное сельское поселение  |
| 284 | Печениково          | деревня | ↘13       | Холмовский     | Белосельское сельское поселение |
| 285 | Пигалево            | деревня | ↘2        | Белосельский   | Белосельское сельское поселение |
| 286 | Плетениха           | деревня | →0        | Красновский    | Пригородное сельское поселение  |
| 287 | Плешкино            | деревня | →0        | Ленинский      | Пригородное сельское поселение  |
| 288 | Плишкино            | деревня | →0        | Колодинский    | Пригородное сельское поселение  |
| 289 | Плосково            | деревня | ↘0        | Холмовский     | Белосельское сельское поселение |
| 290 | Плосково            | деревня | ↘34       | Федорковский   | Ермаковское сельское поселение  |
| 291 | Погорелка           | деревня | →1        | Приухринский   | Белосельское сельское поселение |
| 292 | Погост-Пречистое    | село    | ↘8        | Красновский    | Пригородное сельское поселение  |
| 293 | Погост-Пятницкий    | деревня | ↘54       | Холмовский     | Белосельское сельское поселение |
| 294 | Подвязная           | деревня | →0        | Гаютинский     | Ермаковское сельское поселение  |
| 295 | Подрелино           | деревня | →1        | Ермаковский    | Ермаковское сельское поселение  |
| 296 | Покров-Кештома      | деревня | →0        | Погорельский   | Кременевское сельское поселение |
| 297 | Покров-Рогули       | село    | ↘177      | Приухринский   | Белосельское сельское поселение |
| 298 | Полтинкино          | деревня | ↘3        | Юдинский       | Пригородное сельское поселение  |
| 299 | Поповка             | деревня | ↘19       | Федорковский   | Ермаковское сельское поселение  |
| 300 | Поповское           | деревня | ↘10       | Владыченский   | Пригородное сельское поселение  |
| 301 | Поповское           | деревня | ↘28       | Юдинский       | Пригородное сельское поселение  |
| 302 | Починок             | деревня | ↘26       | Кладовский     | Пригородное сельское поселение  |
| 303 | Починок             | деревня | ↘14       | Юдинский       | Пригородное сельское поселение  |
| 304 | Починок             | деревня | ↘6        | Приухринский   | Белосельское сельское поселение |
| 305 | Починок-Врагов      | деревня | ↘2        | Владыченский   | Пригородное сельское поселение  |
| 306 | Починок-Юрнев       | деревня | ↘8        | Юдинский       | Пригородное сельское поселение  |
| 307 | Прислонь            | деревня | ↘2        | Гаютинский     | Ермаковское сельское поселение  |
| 308 | Притыкино           | деревня | →29       | Холмовский     | Белосельское сельское поселение |
| 309 | Притыкино           | деревня | ↘15       | Федорковский   | Ермаковское сельское поселение  |
| 310 | Пустошка            | деревня | ↗3        | Вощиковский    | Кременевское сельское поселение |
| 311 | Ракоболь            | село    | ↘14       | Юдинский       | Пригородное сельское поселение  |
| 312 | Ревякино            | деревня | ↘1        | Октябрьский    | Пригородное сельское поселение  |
| 313 | Репино              | деревня | ↘3        | Колодинский    | Пригородное сельское поселение  |
| 314 | Рогалево            | деревня | ↘28       | Октябрьский    | Пригородное сельское поселение  |
| 315 | Рогуля              | деревня | ↘1        | Приухринский   | Белосельское сельское поселение |
| 316 | Родионка            | деревня | →0        | Васильевский   | Пригородное сельское поселение  |
| 317 | Рождествено         | деревня | ↘19       | Ермаковский    | Ермаковское сельское поселение  |
| 318 | Рождествено         | деревня | ↗22       | Октябрьский    | Пригородное сельское поселение  |
| 319 | Рум-Заводы          | деревня | ↘1        | Васильевский   | Пригородное сельское поселение  |
| 320 | Русино              | деревня | ↘1        | Ленинский      | Пригородное сельское поселение  |
| 321 | Рыкалово            | деревня | ↗3        | Белосельский   | Белосельское сельское поселение |
| 322 | Рюмки               | деревня | →0        | Юдинский       | Пригородное сельское поселение  |
| 323 | Савинское           | деревня | ↗26       | Колодинский    | Пригородное сельское поселение  |
| 324 | Самоново            | деревня | ↘10       | Холмовский     | Белосельское сельское поселение |
| 325 | Сброднево           | деревня | ↘20       | Свердловский   | Белосельское сельское поселение |
| 326 | Сваруха             | деревня | →8        | Погорельский   | Кременевское сельское поселение |
| 327 | Свинариха           | деревня | →0        | Красновский    | Пригородное сельское поселение  |
| 328 | Селиверстово        | деревня | ↘56       | Юдинский       | Пригородное сельское поселение  |
| 329 | Селино              | деревня | ↗26       | Юдинский       | Пригородное сельское поселение  |
| 330 | Селища              | деревня | ↘2        | Вощиковский    | Кременевское сельское поселение |
| 331 | Селянино            | деревня | ↘20       | Ермаковский    | Ермаковское сельское поселение  |
| 332 | Семенцево           | деревня | ↘0        | Владыченский   | Пригородное сельское поселение  |
| 333 | Серговка            | деревня | ↘2        | Белосельский   | Белосельское сельское поселение |
| 334 | Середнево           | деревня | ↘6        | Вощиковский    | Кременевское сельское поселение |
| 335 | Симаново            | деревня | →2        | Холмовский     | Белосельское сельское поселение |
| 336 | Симаново            | деревня | →24       | Васильевский   | Пригородное сельское поселение  |
| 337 | Скоково             | деревня | ↘11       | Красновский    | Пригородное сельское поселение  |
| 338 | Слобода             | деревня | ↘0        | Приухринский   | Белосельское сельское поселение |
| 339 | Смешково            | деревня | ↗8        | Вощиковский    | Кременевское сельское поселение |
| 340 | Смильково           | деревня | ↘9        | Белосельский   | Белосельское сельское поселение |
| 341 | Созонково           | деревня | ↘36       | Гаютинский     | Ермаковское сельское поселение  |
| 342 | Соколово            | деревня | →7        | Ермаковский    | Ермаковское сельское поселение  |
| 343 | Соколово            | деревня | ↘9        | Владыченский   | Пригородное сельское поселение  |
| 344 | Соренжа             | деревня | →0        | Белосельский   | Белосельское сельское поселение |
| 345 | Сосновец            | деревня | ↘0        | Белосельский   | Белосельское сельское поселение |
| 346 | Софино              | деревня | ↘11       | Белосельский   | Белосельское сельское поселение |
| 347 | Софроново           | деревня | ↘0        | Васильевский   | Пригородное сельское поселение  |
| 348 | Спас                | село    | →52       | Васильевский   | Пригородное сельское поселение  |
| 349 | Старово             | деревня | ↘9        | Вощиковский    | Кременевское сельское поселение |
| 350 | Старое Давыдовское  | деревня | ↗11       | Белосельский   | Белосельское сельское поселение |
| 351 | Старо-Петровское    | село    | ↘52       | Федорковский   | Ермаковское сельское поселение  |
| 352 | Степанково          | деревня | →0        | Колодинский    | Пригородное сельское поселение  |
| 353 | Суханово            | деревня | ↘7        | Кладовский     | Пригородное сельское поселение  |
| 354 | Сырнево             | деревня | →6        | Вощиковский    | Кременевское сельское поселение |
| 355 | Тайбузино           | деревня | ↘51       | Холмовский     | Белосельское сельское поселение |
| 356 | Таргобино           | деревня | ↘8        | Вощиковский    | Кременевское сельское поселение |
| 357 | Тарсипово           | деревня | ↘4        | Юдинский       | Пригородное сельское поселение  |
| 358 | Телешево            | деревня | ↘2        | Юдинский       | Пригородное сельское поселение  |
| 359 | Телятьево           | деревня | ↘6        | Белосельский   | Белосельское сельское поселение |
| 360 | Телячьево           | деревня | ↘3        | Красновский    | Пригородное сельское поселение  |
| 361 | Терехово            | деревня | →0        | Юдинский       | Пригородное сельское поселение  |
| 362 | Тиманово            | деревня | ↘5        | Вощиковский    | Кременевское сельское поселение |
| 363 | Тимино              | деревня | ↘146      | Свердловский   | Белосельское сельское поселение |
| 364 | Тимошино            | деревня | ↘4        | Красновский    | Пригородное сельское поселение  |
| 365 | Тиховка             | деревня | →0        | Красновский    | Пригородное сельское поселение  |
| 366 | Толстоухово         | деревня | ↘10       | Красновский    | Пригородное сельское поселение  |
| 367 | Торопихино          | деревня | →3        | Погорельский   | Кременевское сельское поселение |
| 368 | Торопово            | деревня | →6        | Ленинский      | Пригородное сельское поселение  |
| 369 | Трубайка            | деревня | →0        | Владыченский   | Пригородное сельское поселение  |
| 370 | Турово              | деревня | ↘7        | Красновский    | Пригородное сельское поселение  |
| 371 | Убожьево            | деревня | ↘0        | Красновский    | Пригородное сельское поселение  |
| 372 | Ульяновское         | деревня | ↘14       | Погорельский   | Кременевское сельское поселение |
| 373 | Фалелейка           | деревня | →5        | Федорковский   | Ермаковское сельское поселение  |
| 374 | Федорково           | деревня | ↘12       | Белосельский   | Белосельское сельское поселение |
| 375 | Федорково           | село    | ↘112      | Федорковский   | Ермаковское сельское поселение  |
| 376 | Федулки             | деревня | ↘2        | Владыченский   | Пригородное сельское поселение  |
| 377 | Федяйкино           | деревня | →0        | Приухринский   | Белосельское сельское поселение |
| 378 | Фоминское           | деревня | →21       | Холмовский     | Белосельское сельское поселение |
| 379 | Фоминское           | деревня | ↗16       | Колодинский    | Пригородное сельское поселение  |
| 380 | Фомушино            | деревня | →0        | Белосельский   | Белосельское сельское поселение |
| 381 | Харламово           | деревня | ↘19       | Красновский    | Пригородное сельское поселение  |
| 382 | Хмелевка            | деревня | ↘6        | Ермаковский    | Ермаковское сельское поселение  |
| 383 | Хмельники           | деревня | ↘9        | Юдинский       | Пригородное сельское поселение  |
| 384 | Холм                | деревня | ↘81       | Холмовский     | Белосельское сельское поселение |
| 385 | Холм Теплинский     | деревня | →0        | Приухринский   | Белосельское сельское поселение |
| 386 | Цыкунино            | деревня | →0        | Князевский     | Пригородное сельское поселение  |
| 387 | Черепаниха          | деревня | ↘1        | Юдинский       | Пригородное сельское поселение  |
| 388 | Чернецкое           | деревня | ↘14       | Гаютинский     | Ермаковское сельское поселение  |
| 389 | Чурсаково           | деревня | →0        | Кладовский     | Пригородное сельское поселение  |
| 390 | Шаховка             | деревня | ↘9        | Федорковский   | Ермаковское сельское поселение  |
| 391 | Шигуй               | деревня | ↗21       | Гаютинский     | Ермаковское сельское поселение  |
| 392 | Ширяевское          | деревня | ↘1        | Приухринский   | Белосельское сельское поселение |
| 393 | Ширяйка             | деревня | ↘9        | Владыченский   | Пригородное сельское поселение  |
| 394 | Шомино              | деревня | ↘10       | Васильевский   | Пригородное сельское поселение  |
| 395 | Шопырево            | деревня | ↘2        | Ленинский      | Пригородное сельское поселение  |
| 396 | Шульгино            | деревня | ↘33       | Ленинский      | Пригородное сельское поселение  |
| 397 | Щетниково           | деревня | ↘10       | Свердловский   | Белосельское сельское поселение |
| 398 | Щипцово             | деревня | ↘0        | Колодинский    | Пригородное сельское поселение  |
| 399 | Юдино               | деревня | ↘91       | Юдинский       | Пригородное сельское поселение  |
| 400 | Юрилово             | деревня | ↘0        | Колодинский    | Пригородное сельское поселение  |
| 401 | Юркино              | деревня | →14       | Гаютинский     | Ермаковское сельское поселение  |
| 402 | Юрково              | деревня | ↘6        | Вощиковский    | Кременевское сельское поселение |
| 403 | Юрнево              | деревня | ↘4        | Юдинский       | Пригородное сельское поселение  |
| 404 | Юрцино              | деревня | ↘4        | Вощиковский    | Кременевское сельское поселение |
| 405 | Яковлевское         | деревня | ↘0        | Кладовский     | Пригородное сельское поселение  |
| 406 | Яковлевское         | деревня | ↘130      | Ленинский      | Пригородное сельское поселение  |
| 407 | Яковцево            | деревня | ↘1        | Колодинский    | Пригородное сельское поселение  |
| 408 | Якушево             | деревня | →0        | Красновский    | Пригородное сельское поселение  |
| 409 | Ясная Поляна        | село    | ↘239      | Октябрьский    | Пригородное сельское поселение  |

### Упразднённые населённые пункты
В 2022 году упразднены: деревни Дубровка, Кордон Тульша, Мерлево, Обновленское (Ермаковского сельского округа); посёлки Дор и Сохоть.

## Известные люди
- Королёв, Александр Игнатьевич (1901—1943) — советский военный деятель, Генерал-майор. Герой Советского Союза.
- Крылов, Никита Иванович (1808—1879) — профессор права МГУ